# Brandfalldurchsage
Eine Brandfalldurchsage (Abkürzung: BFD) ist eine Notfall-Alarmierungs-Sprachdurchsage, die bei Feueralarm (Brandalarm) durch Lautsprecheranlagen an die vom Brand gefährdeten Personen übertragen wird.
Die Brandfalldurchsage ist heute der zentrale Baustein der Sprachalarmierungstechnik. In früheren Zeiten konnte bei Brandalarmen ausschließlich mit akustischen Sirenenalarmtönen alarmiert werden, deren Informationsgehalt sehr beschränkt und deren Bedeutung vielen Menschen nicht geläufig ist. Mit informationstragenden Brandfalldurchsagen wurde ein großer Sicherheitsgewinn im Brandschutz geschaffen. Heutige Lautsprechertechnik erreicht eine hohe Sprachverständlichkeitsqualität, die wirkungsvolle Warnungen und Handlungsanweisungen durch Übertragung komplexer Information mittels des mächtigen Kommunikationsmittels Sprache ermöglicht.
Der Begriff Brandfalldurchsage wird insbesondere in der deutschen Norm für Sprachalarmanlagen DIN VDE 0833-4 „Festlegungen für Anlagen zur Sprachalarmierung im Brandfall“  verwendet, deren erste Fassung im Jahr 2007 veröffentlicht wurde. Die Brandfalldurchsage (BFD) ist darin als Bestandteil einer Sprachalarmanlage (Abkürzung: SAA) beschrieben, für sie gelten normativ definierte Anforderungen.

## Einsatzbereiche und Aufgaben einer Brandfalldurchsage
Wird in einem Gebäude oder auf einem Gelände ein Brandalarm ausgelöst (z. B. durch eine Brandmeldeanlage, Abkürzung BMA), dann wird durch die Brandfalldurchsage die Evakuierung (Räumung) ausgelöst. Normgerechte Sprachalarmanlagen (SAA) sind in der Regel direkt mit der BMA verknüpft. Bei einem Brandalarm wird die Übertragung der Brandfalldurchsage (zumeist) automatisch gestartet. Betroffene Personen werden durch die BFD akustisch mit lebensrettenden sprachlichen Informationen versorgt: die Durchsage soll die Menschen alarmieren, über die Gefahr informieren und die wichtigsten Handlungsanweisungen zur Selbstrettung geben.
Die Dauer vom Beginn der Alarmierung bis zu dem Zeitpunkt, an dem alle Personen das Gebäude sicher verlassen haben (Evakuierungsdauer), ist im Wesentlichen von der inhaltlichen Richtigkeit, der angemessenen Informationsfülle und der sprachlichen Verständlichkeit der BFD abhängig.

## Eigenschaften und Inhalte einer Brandfalldurchsage
Die Brandfalldurchsage soll bestmöglich wirksam sein, um die schnellstmögliche sichere Evakuierung zu gewährleisten.
Zumeist wird eine vorproduzierte Sprachdurchsage verwendet, die als digitale Audiodatei im Sprachspeichersystem einer SAA hinterlegt ist. Für Inhalte und Ausführung der Durchsage sind immer die Betreiber eines Objekts (also meist eines Gebäudes oder Gebäudekomplexes) verantwortlich. Sie müssen im Rahmen der rechtlichen Rahmenbedingungen eigenverantwortlich festlegen, wie sie die BFD für die speziellen Anforderungen ihres Objekts gestalten. Dabei sind Forderungen fachlich zuständiger Stellen wie z. B. der Bauaufsicht, der örtlichen Feuerwehr etc. sowie Inhalte bestehender Brandschutzgutachten und Evakuierungspläne.
Eine Brandfalldurchsage muss von allen Betroffenen sofort als Gefahren- und Warndurchsage erkannt werden, die Sprache muss sowohl akustisch als auch durch die verwendeten sprachlichen Formulierungen inhaltlich gut verstanden werden können. Aussagen müssen so gestaltet sein, dass sie ernst genommen werden und die Handlungsanweisungen unverzüglich befolgt werden. Anweisungen zum sicheren Verlassen der Gebäude müssen inhaltlich richtig und klar verständlich sein. Zur Formulierung von Brandfalldurchsagen sind die Regeln für „Einfache Sprache“ hilfreich.
Auch die verwendete Sprechweise trägt ganz entscheidend dazu bei, dass der Textinhalt der BFD bei den angesprochenen Personen die notwendigen Reaktionen auslöst. Der sprecherische Ausdruck sollte durch Stimmlage, Sprechtempo, Artikulation, Betonung und Sprechrhythmus die Gefahr und Dringlichkeit bewusst machen und die Raumakustik des Objekts berücksichtigen. Professionelle Sprecher und qualifizierte Tonstudios, die auf Ansagetextproduktionen von Sicherheits- und Notfalldurchsagen spezialisiert sind, können für die benötigte Qualität der Brandfalldurchsagen sorgen.

## Besonderheiten in verschiedenen Umgebungen
Die Anforderungen an eine BFD unterscheiden sich von Objekt zu Objekt, so dass es keine standardisierte oder gar universelle Brandfalldurchsage geben kann – vielmehr sollte für jedes Objekt eine passende eigene Ansage vorgesehen werden. Normative Vorgaben sind bei der Anfertigung einer BFD einzuhalten. Notwendige Inhalte sind aus dem Brandschutzgutachten sowie Fluchtweg- und Sammelplatzangaben abzuleiten, ebenso aus den im Objekt zu erwartenden Personenkreisen.
Zudem gibt es vor Ort immer objektspezifische akustische und beschallungstechnische Randbedingungen: manchmal sind diese auch gekennzeichnet durch Parameter wie ungünstig, laut und hallig, was für die Verständlichkeit von Sprachdurchsagen problematisch ist. Gemessene Sprachverständlichkeitsparameter der installierten Lautsprecheranlage (Sprachübertragungsindex- bzw. Speech-Transmission-Index- [STI-]Messwerte gemäß DIN EN 60268-16; bei SAA’en aus den Abnahmeprotokollen der Anlage ersichtlich) geben darüber weitreichende Information. Diese akustischen Voraussetzungen sollten bei Planung und Produktion einer Durchsage bekannt sein. Die Anpassung des jeweiligen Sprechtempos der BFD ermöglicht für die jeweiligen Randbedingungen die bestmögliche Verständlichkeit bei optimal kurzer Dauer.

## Struktur einer Brandfalldurchsage
Alarmton: Der eigentlichen Sprachdurchsage soll ein Alarmierungs-Tonsignal vorangestellt werden. In der Norm für Sprachalarmanlagen wird hierfür das sogenannte „Einheitliche Notsignal“ nach DIN 33403 mit einer festgelegten Dauer vorgeschrieben.
Sprachdurchsage: Sie soll eine Reihe inhaltlicher Komponenten umfassen. Zunächst eine Aufmerksamkeitsherstellung und Ansprache der Personen, dann Nennung der Gefahr und des konkreten Alarmierungsgrundes „Feuer“, dann die notwendige Konsequenz – also die Evakuierung des Objekts – und dann alle wesentlichen Handlungsanweisungen. Dauer und Informationsumfang der BFD sollen so umfassend wie unbedingt nötig, aber so knapp wie möglich sein. Je nach örtlicher Situation sollen – wenn erforderlich – nach kurzer Pause notwendige fremdsprachliche Fassungen gleichen Inhalts folgen.
Wiederholung: Eine mehrfache Wiederholung der BFD ist in der Regel sinnvoll; oft wird von Behörden für SAA’en eine Übertragung der Durchsage in einer Endlosschleife gefordert, die nur durch die Feuerwehr abgeschaltet werden kann.

## Problemfälle bei bisherigen Brandfalldurchsagen
Ein bestimmter Mythos wird bei der Planung von Brandfalldurchsagen häufig in die Diskussion gebracht: er beinhaltet die Befürchtung, eine Brandfalldurchsage könne eine Panik auslösen. Dieser (Irr-)Glaube führte bisher oft dazu, umschreibende und verharmlosende Durchsagen zu verwenden, nicht selten sogar mit Vertuschung des detektierten Brandes (durch gezielte Falschinformationen wie z. B. „wir haben eine technische Störung“, o. ä.).
Durch die wissenschaftliche Forschung ist hingegen seit langem belegt, dass durch Notfalldurchsagen praktisch niemals panische Reaktionen ausgelöst werden; ganz im Gegenteil wird oft von dem Problem berichtet, dass angesprochene Personen Ansagen nicht ernst nehmen, verzögert darauf reagieren oder sie schlimmstenfalls gänzlich ignorieren.  Ursächlich ist in diesen Fällen eine unsachgerecht unklare Ausführung der Durchsagen.
Auf dem heutigen Stand der Krisen- und Notfallkommunikationsforschung wird deshalb von vertuschenden Durchsagen dringend abgeraten (mit Ausnahme weniger Sonderfälle) – vielmehr sind Wahrheit, Klarheit und Nachdrücklichkeit hilfreich.

## Normative Anforderungen und Richtlinien
Die zurzeit (noch) gültige Fassung der Norm für Sprachalarmanlagen legt fest, die BFD müsse „kurz, klar und verständlich“ sein (DIN VDE 0833-4:2014-10, Abschnitt 6.2.1.5.2, S. 19) und bei Bedarf „mehrsprachig ausgeführt“ werden. Im Anhang dieser Norm wird verdeutlicht, in welcher Weise diese – im Hauptteil sehr knapp formulierte – Anforderung verstanden werden sollte: „Im Brandfall benötigen Menschen klare Informationen und konkrete Handlungsanweisungen. Inhaltlich richtige Informationen bei Brandfalldurchsagen sind entscheidend für das darauf folgende Verhalten der Betroffenen. Je besser die Informationen und Anweisungen, desto besser ist dementsprechend auch das Verhalten der Personen.“ (DIN VDE 0833-4:2014-4, Anhang H, S. 48 oben).
Die Neufassung der DIN VDE 0833-4 wird gültig ab Juni 2024. In dieser Neufassung  konkretisiert ein neuer Unterabschnitt (6.3.5) jetzt auch normativ die Anforderungen an die Brandfalldurchsage. Die in der Vergangenheit zu unscharfen Angaben zur BFD wurden darin umfassend erweitert und detailliert, die Norm wird jetzt dem hohen Stellenwert der Brandfalldurchsage gerecht. Alle wesentlichen Anforderungen an die BFD sind unmittelbar im verbindlichen Hauptteil der Norm festgelegt und gehen weit über den reinen Informationscharakter hinaus, der die vorherige Fassung auszeichnete (Stand 2014-10),  mit damaliger Platzierung der BFD nur im Normenanhang.
Über die genannten Normen hinausgehend finden sich umfassende und strukturierte Informationen in der VDI-Richtlinie „Evakuierung von Personen im Gefahrenfall“. An ihr können sich Verantwortliche gut orientieren. Insbesondere in deren Anhang gibt es sehr klare Hinweise zur Optimierung von akustischen Alarmierungen und Durchsagen (VDI 4062-1:2016-04, Anhang C, S. 51–52).